# Lutzia fuscana
Lutzia fuscana es un mosquito depredador en sus etapas larvarias .   Ha sido investigado como un posible agente de control biológico, mostrando resultados prometedores donde las especies vectoras comparten un hábitat de reproducción limitado o específico. 

## Bionómica
Se han recolectado formas inmaduras de Lutzia fuscana en pantanos, ciénagas, turberas, arrozales, zanjas, charcas cubiertas de hierba, charcas de marea o producto de inundaciones, piletones, márgenes de arroyos, huecos de árboles y tocones, agujeros de cangrejos, contenedores artificiales y depresiones de neumáticos. 
En el laboratorio, las larvas de Lutzia fuscana demostraron una preferencia alimentaria por las larvas de Aedes aegypti, mientras que para las larvas de Anopheles stephensi y Culex quinquefasciatus mostraron una preferencia menor, consumiendo un promedio de 5 a 19 larvas por día. 
La especie se ha encontrado en Bangladesh, Camboya, China, India, Indonesia, Japón, Corea del Sur, Macao, Malasia, Islas Marianas, Micronesia (Isla Wake), Myanmar, Nepal, Pakistán, Palaos, Filipinas, Rusia, Singapur, Sri Lanka, Taiwán, Tailandia, Timor y Vietnam. 